# Kenan Bajrić
Kenan Bajrić (Lubiana, 20 dicembre 1994) è un calciatore sloveno, difensore dello Slovan Bratislava.

## Statistiche

### Presenze e reti nei club
Statistiche aggiornate al 14 ottobre 2018.
| Stagione                 | Squadra                  | Campionato               | Campionato | Campionato | Coppe nazionali | Coppe nazionali | Coppe nazionali | Coppe continentali | Coppe continentali | Coppe continentali | Altre coppe | Altre coppe | Altre coppe | Totale | Totale |
| Stagione                 | Squadra                  | Comp                     | Pres       | Reti       | Comp            | Pres            | Reti            | Comp               | Pres               | Reti               | Comp        | Pres        | Reti        | Pres   | Reti   |
| ------------------------ | ------------------------ | ------------------------ | ---------- | ---------- | --------------- | --------------- | --------------- | ------------------ | ------------------ | ------------------ | ----------- | ----------- | ----------- | ------ | ------ |
| 2011-2012                | Olimpia Lubiana          | 1. SNL                   | 2          | 0          | CS              | 0               | 0               | -                  | -                  | -                  | -           | -           | -           | 2      | 0      |
| 2012-2013                | Olimpia Lubiana          | 1. SNL                   | 2          | 0          | CS              | 0               | 0               | -                  | -                  | -                  | SS          | 0           | 0           | 2      | 0      |
| 2013-2014                | Olimpia Lubiana          | 1. SNL                   | 14         | 0          | CS              | 1               | 0               | UEL                | 0                  | 0                  | SS          | 1           | 0           | 16     | 0      |
| 2014-2015                | Olimpia Lubiana          | 1. SNL                   | 33         | 2          | CS              | 3               | 0               | -                  | -                  | -                  | -           | -           | -           | 36     | 2      |
| 2015-2016                | Olimpia Lubiana          | 1. SNL                   | 21         | 1          | CS              | 3               | 0               | -                  | -                  | -                  | -           | -           | -           | 24     | 1      |
| 2016-2017                | Olimpia Lubiana          | 1. SNL                   | 24         | 0          | CS              | 6               | 0               | UCL                | 2                  | 0                  | -           | -           | -           | 32     | 0      |
| 2017-gen. 2018           | Olimpia Lubiana          | 1. SNL                   | 18         | 3          | CS              | 3               | 0               | UEL                | 1                  | 0                  | -           | -           | -           | 22     | 3      |
| Totale Olimpia Lubiana   | Totale Olimpia Lubiana   | Totale Olimpia Lubiana   | 114        | 6          |                 | 16              | 0               |                    | 3                  | 0                  |             | 1           | 0           | 134    | 6      |
| gen.-giu. 2018           | Slovan Bratislava        | SL                       | 3+10       | 0          | CS              | 3               | 0               | UEL                | 2                  | 0                  | -           | -           | -           | 18     | 0      |
| 2018-2019                | Slovan Bratislava        | SL                       | 31         | 3          | CS              | 3               | 0               | UEL                | 6                  | 0                  | -           | -           | -           | 40     | 3      |
| 2019-2020                | Slovan Bratislava        | SL                       | 16         | 1          | CS              | 3               | 0               | UEL                | 8                  | 0                  | -           | -           | -           | 27     | 1      |
| Totale Slovan Bratislava | Totale Slovan Bratislava | Totale Slovan Bratislava | 60         | 4          |                 | 9               | 0               |                    | 16                 | 0                  |             | -           | -           | 84     | 4      |
| Totale carriera          | Totale carriera          | Totale carriera          | 174        | 10         |                 | 25              | 0               |                    | 19                 | 0                  |             | 1           | 0           | 219    | 10     |

## Palmarès

### Club

#### Competizioni nazionali
- Campionato sloveno: 1

Olimpia Lubiana: 2015-2016
- Coppa di Slovacchia: 3

Slovan Bratislava: 2017-2018, 2019-2020, 2020-2021
- Campionato slovacco: 5

Slovan Bratislava: 2018-2019, 2019-2020, 2020-2021, 2023-2024, 2024-2025